# Usina Hidrelétrica da Derivação do Rio Jordão
A Usina Hidrelétrica da Derivação do Rio Jordão está localizada entre os municípios brasileiros de Foz do Jordão e Reserva do Iguaçu, estado do Paraná.
A usina hidrelétrica possui uma potência de 6,5 megawatts e está localizada a 5 km da foz do rio Jordão.
A construção da usina foi iniciada em maio de 1994 e sua conclusão ocorreu em outubro de 1996, sendo que a pequena central hidrelétrica, ali localizada, entrou em operação em dezembro de 1997.

## Informações técnicas
Desde os primeiros estudos realizados para o aproveitamento hidrelétrico de Segredo, as águas do rio Jordão foram consideradas como integrantes do projeto.
Inicialmente previa-se a construção de barragem única, imediatamente a jusante da foz do rio Jordão.
Em função da implantação da Usina Hidrelétrica de Salto Santiago numa cota mais alta do que a originalmente prevista, foi adotada a solução da construção da Usina Hidrelétrica de Segredo já com motorização suficiente para absorver as vazões do rio Jordão, que seriam incorporadas ao seu reservatório mediante a construção de uma barragem e de um túnel de interligação entre os rios Jordão e Iguaçu.

## Barragem
A barragem é do tipo gravidade e empregou a tecnologia do concreto compacto a rolo (CCR), que dispensa o uso de armaduras e demanda menor consumo de cimento que as estruturas em concreto convencional.
O vertedouro incorporado a barragem é do tipo soleira livre, permitindo a passagem da vazão excedente sem a necessidade de comportas. Para perenizar o trecho final do rio Jordão a jusante da barragem até sua foz no rio Iguaçu.
Foi mantida uma vazão remanescente mínima de 10 m³/s, que é aproveitada para gerar energia em uma usina. Sua casa de força é do tipo semi-abrigada equipada com grupo gerador de 6,5 MW, aproveitando uma queda líquida de 71,5 m. 